# Tournoi de tennis de Chestnut Hill
Le tournoi de Chestnut Hill (Massachusetts, États-Unis) est un tournoi de tennis féminin de catégorie « amateur » organisé deux fois à la fin des années 1960 (1968 et 1969).
Les deux éditions de l'épreuve ont été remportées par Margaret Smith.

## Palmarès dames

### Simple
| No | Date       | Nom et lieu du tournoi                          | Catégorie | Dotation | Surface      | Vainqueure           | Finaliste     | Score         |         |
| -- | ---------- | ----------------------------------------------- | --------- | -------- | ------------ | -------------------- | ------------- | ------------- | ------- |
| 1  | 18-08-1968 | US Amateur Championships, Chestnut Hill         |           | NC       | Gazon (ext.) | Margaret Smith Court | Maria Bueno   | 6-2, 6-2.     | Tableau |
| 2  | 16-08-1969 | US National Tennis Championships, Chestnut Hill |           | NC       | Gazon (ext.) | Margaret Smith Court | Virginia Wade | 4-6, 6-3, 6-0 | Tableau |

### Double
| No | Date       | Nom et lieu du tournoi                         | Catégorie | Dotation | Surface      | Vainqueures                        | Finalistes                        | Score    |         |
| -- | ---------- | ---------------------------------------------- | --------- | -------- | ------------ | ---------------------------------- | --------------------------------- | -------- | ------- |
| 1  | 18-08-1968 | US Amateur Championships Chestnut Hill         |           | NC       | Gazon (ext.) | Maria Bueno Margaret Smith Court   | Virginia Wade Joyce Barclay       | 6-3, 7-5 | Tableau |
| 2  | 16-08-1969 | US National Tennis Championships Chestnut Hill |           | NC       | Gazon (ext.) | Margaret Smith Court Virginia Wade | Mary-Ann Eisel Valerie Ziegenfuss | 6-1, 6-3 | Tableau |